# Franz Ritter von Soxhlet
Franz Ritter von Soxhlet (Brno, Moràvia, 1848 – Múnic, Alemanya, 1926) fou un químic alemany conegut per la invenció de l'extractor de Soxhlet i pels seus estudis de la llet.

Esquema d'un extractor de Soxhlet

Von Soxhlet era fill d'un immigrant belga. Després de doctorar-se el 1873 entrà a treballar a l'Estació de Recerca Agrícola de Viena, i el 1879 aconseguí una plaça al Col·legi Agrícola de Múnic com a professor de Fisiologia Animal i dels Derivats Lactis. El 1894 aconseguí el grau de metge a la Universitat de Halle.
Les seves investigacions se centraren en la salud infantil basant-se en estudis de química i bioquímica de la llet; el 1879 inventà un extractor que duu el seu nom, que és àmpliament emprat en els laboratoris, per millorar l'extracció de lípids de la llet i dels productes de lactis; estudià els sucres de la llet i caracteritzà la lactosa i també n'estudià l'acidesa. Ideà un mètode domèstic d'esterilització de la llet de vaca pels infants que eliminava els organismes patògens conservant les propietats nutritives de la llet. Diferencià les llets humana i de la vaca. Diferencià les proteïnes de la llet en caseïna, albúmina, globulina i lactoproteïna. Estudià la relació entre el calci present a la llet i el raquitisme; i la relació entre el ferro de la llet humana i de la vaca amb l'anèmia infantil.